# کنستانتین هشتم
کنستانتین هشم(به یونانی: Κωνσταντίνος Η΄, Kōnstantinos VIII) (به انگلیسی: Constantine VIII) (زادهٔ ۹۶۰ یا ۹۶۱ — درگذشتهٔ ۱۲ نوامبر ۱۰۲۸) امپراتور بیزانس به‌طور مشترک با برادرش باسیل دوم از حئوئ ۹۶۲ تا ۱۰۲۵ و پس از مرگ او به تنهایی از ۱۰۲۵ تا هنگام مرگش در ۱۰۲۸ بود.

## زندگینامه
کنستانتین هشتم پسر رومانوس دوم بود که در ۹۶۱ یا ۹۶۲ به امپراتوری مشترک با پدر و برادرش منصوب شد. با این حال پس از مرگ زودهنگام رومانوس دوم در ۹۶۳، امپراتوری به فرمانده‌ای بیزانسی به نام نیکه‌فوروس فوکاس رسید که نام نیکه‌فوروس دوم بر تخت نشست. او سپس با تئوفانو، بیوهٔ رومانوس دوم ازدواج کرد و به پدرخواندگی فرزندان او رسید. با این حال نیکه‌فوروس تنها در ظاهر آن دو را به فرزندخواندگی خود پذیرفته بود و تئوفانو به امید بازگرداندن پسرانش به قدرت با همدستی ژان تزیمیسکس، برادرزادهٔ نیکه‌فوروس او را به قتل رساند. با این حال ژان برای رهایی خودش تئوفانو را عامل اصلی این آدمکشی معرفی و او را تبعید نمود. ژان سپس با عنوان ژان یکم بر تخت امپراتوری بیزانس نشست.
با مرگ ژان یکم در ۹۷۶ سرانجام باسیل دوم و کنستانتین هشتم به امپراتوری رسیدند، با این حال کنستانتین علاقه‌مند به خوشگذرانی بود و ادارهٔ تمامی امور در دستان باسیل قرار داشت. باسیل به مدت نیم قرن بر امپراتوری بیزانس فرمان راند و تاریخ‌نگاران از او با عنوان بزرگترین فرمانروای قرون وسطی یاد می‌کنند.
باسیل دوم در ۱۰۲۵ درگذشت و در این زمان کنستانتین هشتم به‌تنهایی امپراتور بیزانس شد. اما کنستانتین که خزانه‌ای پر از ثروت را به ارث برده بود همچنان به‌دنبال خوشگذرانی‌های خودش بود و حتی به هنگام بروز آشوبی در مرزها، به‌جای لشکرکشی تنها با اعطای عنوان یا پرداخت مبالغی به بربرها غائله را خاتمه داد که در نتیجهٔ چنین اقداماتی خدشه‌ای جدی به اعتبار امپراتوری بیزانس وارد آمد.
میخائیل پسلوس، راهب و تاریخ‌نگار بیزانسی نیز کنستانتین هشتم را مردی فربه و پرخور توصیف کرده‌است که خیلی زود عصبانی می‌شد. بنا بر نوشته‌های او، امپراتور سالخورده مبتلا به آرتروز بود و نمی‌توانست راه برود، به‌همین دلیل همواره سوار بر اسب به این طرف و آن طرف می‌رفت.
کنستانتین فرزند پسری نداشت پس به‌هنگام مرگ، دومین دخترش امپراتریس زوئه را جانشین خود ساخت و او را به همسری رومانوس آرگیروس درآورد که پس از مرگ کنستانتین هشتم در ۱۲ نوامبر ۱۰۲۸ دخترش و دامادش با عنوان رومانوس سوم و زوئه مقدونی بر تخت امپراتوری نشستن.